# کلیتون اولیویرا پینتو
کلیتون اولیویرا پینتو (به پرتغالی: Cleiton Oliveira Pinto) هافبک اهل برزیل است که در شهر Barreiras و در تاریخ ۲۱ دسامبر ۱۹۷۹ به دنیا آمده‌است.
کلیتون اولیویرا پینتو در تیم‌های فوتبال Goiânia سابقهٔ حضور دارد.